# Urlaubsgeld
Urlaubsgeld (auch: zusätzliches Urlaubsgeld, Urlaubsgratifikation oder 14. Monatsgehalt) ist ein zusätzliches Entgelt des Arbeitgebers an seinen Arbeitnehmer bzw. des Dienstherrn an seinen Beamten. Es wird entweder zu einem bestimmten Zeitpunkt unabhängig vom Urlaub oder zusammen mit dem Urlaubsentgelt ausgezahlt. Das Urlaubsgeld ist zu unterscheiden vom Urlaubsentgelt, der Weiterzahlung des Arbeitslohns/Gehalts während des Urlaubs.
In der Schweiz ist ein Urlaubsgeld, oder besser Feriengeld, vom Arbeitsgeber unbekannt. (Wird nur im Zusammenhang mit Temporärmitarbeitern verwendet).

## Arbeitsrechtliche Fragen

### Anspruch auf Urlaubsgeld
Es gibt keinen unmittelbaren gesetzlichen Anspruch auf Urlaubsgeld. Es kann einen mittelbaren in Verbindung mit Gleichbehandlungsgeboten geben (siehe unten). Ein Anspruch auf Urlaubsgeld kann sich insbesondere ergeben aus
- Tarifvertrag (in Österreich Kollektivvertrag)
- Betriebsvereinbarung
- Arbeitsvertrag.
  - Auf individualvertraglicher Ebene ergibt sich ein Anspruch auf Urlaubsgeld
    - aus einer arbeitsvertraglichen Vereinbarung oder
    - aus einer betrieblichen Übung

  - Ein Urlaubsgeldanspruch kann sich auch aus dem Anspruch auf Gleichbehandlung ergeben
    - im Fall einer nicht gerechtfertigten Diskriminierung im Sinne des Allgemeinen Gleichbehandlungsgesetzes (AGG) – oder
    - im Fall einer Verletzung des allgemeinen Gleichbehandlungsgrundsatzes.

#### Tarifvertrag

##### Abhängigkeit vom Urlaubsanspruch
Es hängt von der jeweiligen Tarifnorm ab, inwieweit der Urlaubsgeldanspruch vom Urlaubsanspruch abhängig ist. Ist das Urlaubsgeld vom Urlaubsanspruch abhängig und verkürzt sich der Urlaubsanspruch bei Beendigung des Arbeitsverhältnisses, so verkürzt sich im Zweifel der Anspruch auf das Urlaubsgeld entsprechend.
Der tarifliche Urlaubsgeldanspruch folgt den für Urlaubsentgelt geltenden Grundsätzen, wenn er von den Tarifvertragsparteien vom Bestand des Urlaubsanspruchs abhängig gemacht wird. Diese Abhängigkeit muss sich aus dem tariflichen Regelungszusammenhang ergeben. Aus der bloßen Bezeichnung des Anspruchs als „Urlaubsgeld“ folgt noch keine Abhängigkeit vom Bestand des Urlaubsanspruchs.
Ist das Urlaubsgeld mit dem Urlaubsentgelt verknüpft, wird es nur geschuldet, sofern Urlaub gewährt wird und ein Anspruch auf Urlaubsentgelt besteht. Besteht Abhängigkeit vom Urlaubsentgelt, dann gelten dieselben Regeln über Entstehung, Inhalt, Umfang und Erlöschen wie für das Urlaubsentgelt.
Urlaubsgeld kann aber auch als urlaubsunabhängige Sonderzahlung ausgestaltet und von einer Urlaubsgewährung unabhängig sein.
- Eine Abhängigkeit liegt im Zweifel vor, wenn das Urlaubsentgelt ein einheitlicher Betrag ist (BAG), das Urlaubsgeld nur „bei Urlaubsantritt“, mit dem Urlaubsentgelt zu zahlen ist (BAG), im Tarifvertrag eine Berechnung für jeden Urlaubstag enthält.
- Ist das Urlaubsgeld allein vom Bestand des Arbeitsverhältnisses abhängig und wird einen Festbetrag z. B. nach Alter und Umfang der jeweiligen Arbeitszeit gewährt, kann von einer urlaubsunabhängigen Sonderzahlung ausgegangen werden.
- Die Leistung zu einem bestimmten Stichtag (30. Juni) macht ein „Urlaubsgeld“ noch nicht zu einer vom Urlaubsanspruch unabhängigen Gratifikation oder Sonderzahlung (LAG Hamm, 15. September 2004 – 18 Sa 389/04 – NZA-RR 2006, 65 (66)).
- Andererseits: Die tarifliche Regelung "Jedem Beschäftigten ist für jedes Urlaubsjahr ein Urlaubsgeld zu zahlen. Das Urlaubsgeld wird am 1. Juni eines jeden Kalenderjahres gezahlt" macht das Urlaubsgeld nicht von dem Bestehen eines Urlaubsanspruches oder von der Gewährung von Urlaub abhängig (BAG, 18. März 1997, 9 AZR 84/96, NZA 1997, 1168 (1169)).
- Oder: Gewährt ein TV ein 13. Monatseinkommen und erfolgt die Auszahlung zu 50 % als Urlaubsgeld auf der Basis des im Mai gültigen Vergütungstarifvertrag mit dem Maigehalt, ist für den Urlaubsgeldanspruch ein tatsächlicher Urlaub nicht Anspruchsvoraussetzung (BAG, 11. April 2000, 9 AZR 225/99, DB 2000, 2479 (2480))."

##### Einzelne Tarifverträge
- TVöD: Für Arbeitnehmer des öffentlichen Dienstes in Deutschland wird aufgrund des neuen Tarifrechtes TVöD seit 2006 kein eigenständiges Urlaubsgeld mehr gezahlt. Es wurde gemeinsam mit dem Weihnachtsgeld in eine Jahressonderzahlung überführt, deren Höhe von der Entgeltgruppe abhängt.

#### Betriebsvereinbarung
Die Regelung von Urlaubsgeld in einer Betriebsvereinbarung ist selten und wenn, wegen des Tarifvorrangs im Sinne des § 77 Abs. 3 BetrVG selten wirksam.

#### Arbeitsvertrag

##### Einzelarbeitsvertrag
- Widerrufsvorbehalt
- Freiwilligkeitsvorbehalt: Ein solcher muss für den Arbeitnehmer erkennbar sein. "Verwendet der Arbeitgeber für eine Gruppe von zugesagten Leistungen (hier: VwL und 13. Monatseinkommen) die Überschrift "Freiwillige soziale Leistungen", so muss der Arbeitnehmer nicht von einem solchen Freiwilligkeitsvorbehalt ausgehen (BAG [11. April 2000], 9 AZR 255/99 – DB 2000, 2328).
- Abhängigkeit vom Urlaubsanspruch: Die Frage, inwieweit das Urlaubsgeld nur zu zahlen ist, wenn auch tatsächlich ein Urlaubsanspruch besteht oder Urlaub genommen wird, stellt sich auch beim Einzelarbeitsvertrag.

##### Gesamtzusage
Ein Anspruch auf Urlaubsgeld kann auch durch eine Gesamtzusage begründet werden.

##### Betriebliche Übung
Wird das Urlaubsgeld vom Arbeitgeber wiederholt als freiwillige Leistung gezahlt, ohne dass er sich einen Widerruf vorbehalten hat, kann ein Anspruch aufgrund betrieblicher Übung entstehen.

##### Gleichbehandlungsgebot
Soweit einzelne Arbeitnehmer oder Gruppen von Arbeitnehmern von der Leistung ausgenommen werden, müssen Normen höherrangigen Rechts beachtet werden. Wird ein Arbeitnehmer unter Verletzung höherrangigen Rechts vom Bezug eines zusätzlichen Urlaubsgeldes ausgenommen, so ist die Ausschlussnorm nichtig. Der Arbeitnehmer ist dann so zu behandeln, als hätte er einen Anspruch (vgl. ErfK/Dörner, 7. Aufl. [2007], BUrlG § 11 Rn. 49).
Als zu beachtende Normen sind zu nennen:
- das Allgemeine Gleichbehandlungsgesetz (AGG)
- § 4 TzBfG (Verbot der Diskriminierung von Teilzeitbeschäftigten)
- der allgemeine Gleichbehandlungsgrundsatz (Art. 3 GG)

#### Höhe des Anspruchs
Die Höhe des Urlaubsgeldes kann abhängig sein von Branche, Unternehmen und Dauer der Betriebszugehörigkeit. Ist diese diskriminierend/gleichbehandlungswidrig, besteht im Zweifel ein Anspruch auf Zahlung des besseren Urlaubsgeldes.

### Erlöschen des Anspruchs
Hängt der Urlaubsgeldanspruch zum Urlaubsnaturalanspruch ab, so geht er mit diesem unter.

#### Ausschlussfristen, Verzicht, Verwirkung, Verjährung
- Ausschlussfristen: Der Anspruch auf Urlaubsgeld kann uneingeschränkt einer tariflichen Ausschlussfrist unterliegen.
- Verzicht: „Über das zusätzliche Urlaubsgeld kann der AN einen Erlassvertrag schließen, sofern der Anspruch nicht tariflich begründet ist und damit § 4 IV 1 TVG entgegensteht.“ (ErfK/Dörner, 7. Aufl. [2007], BUrlG § 11, Rn. 54)
- Verwirkung: Die Verwirkung eines Urlaubsentgeltanspruchs kommt zwar theoretisch, nicht aber faktisch in Betracht (ErfK/Dörner, 7. Aufl. [2007], BUrlG § 11, Rn. 55)
- Verjährung: „Urlaubsentgelt und Urlaubsgeld unterliegen der Verjährungsfrist des § 195 von drei Jahren. Die Verjährung beginnt am 31.12. des Jahres, in dem der Urlaub angetreten ist, und endet mit dem 31.12. des dem übernächsten Jahr folgenden Jahres, § 199 I BGB.“ (ErfK/Dörner, 7. Aufl. [2007], BUrlG § 11, Rn. 56)

### Unpfändbarkeit nach § 850a ZPO
Das Urlaubsgeld ist nach Maßgabe des § 850a Nr. 2 ZPO unpfändbar und damit auch nicht abtretbar, also auch nicht bei der Lohn- und Gehaltsabtretung.

### Rückzahlungsanspruch
Es kann vereinbart werden, dass der Arbeitnehmer zur Rückzahlung des Urlaubsgeldes verpflichtet ist, wenn er innerhalb eines bestimmten Zeitraums nach der Zahlung des Urlaubsgeldes aus dem Betrieb ausscheidet.

## Sozialversicherungs- und steuerrechtliche Fragen

### Deutschland
Urlaubsgeld gehört zum steuerpflichtigen Arbeitslohn und unterliegt als sonstiger Bezug dem Lohnsteuerabzug.

### Österreich
In Österreich gehört das Urlaubsgeld zu den  Sonderzahlungen und unterliegt bis zu einer bestimmten Grenze (Jahressechstel) einer begünstigten Besteuerung.

## Urlaubsgeld für Beamte in Deutschland
Der Urlaubsgeldanspruch der deutschen Beamten ergibt bzw. ergab sich aus Gesetz, etwa dem Urlaubsgeldgesetz des Bundes oder entsprechenden Landesgesetzen. In den letzten Jahren wurden die Urlaubsgeldansprüche der Beamten weitgehend abgeschafft bzw. in gekürzter Form mit dem Weihnachtsgeld zu einer Jahressonderzahlung zusammengefasst.

## Verbreitung und Höhe des Urlaubsgeldes in Deutschland
Laut einer Umfrage der Hans-Böckler-Stiftung erhielten 2018 in Deutschland 50 Prozent aller Beschäftigten Urlaubsgeld. In Betrieben mit Tarifbindung waren es 71 Prozent der Beschäftigten, in Betrieben ohne Tarifvertrag hingegen lediglich 38 Prozent. Für den Zeitraum von Mai 2021 bis April 2022 einschließlich hat die Hans-Böckler-Stiftung festgestellt, dass nur noch 46 Prozent aller Beschäftigten in der Privatwirtschaft Urlaubsgeld bekamen. Bei Betrieben mit Tarifbindung sei der Prozentsatz auf 74 % angestiegen gegenüber nur noch 36 Prozent der Beschäftigten in Unternehmen ohne Tarifvertrag.
| Betrag Urlaubsgeld | Anteil |
| ------------------ | ------ |
| 0 – 499 €          | 51 %   |
| 500 – 999 €        | 25 %   |
| 1000 – 1499 €      | 10 %   |
| 1500 – 1999 €      | 7 %    |
| 2000 – 2499 €      | 3 %    |
| 2500 – 2999 €      | 2 %    |
| 3000 – 3499 €      | 1 %    |
| 3500 und mehr      | 2 %    |

Quelle: SOEP, 2006
Im Jahr 2013 erhielten Beschäftigte in der mittleren Vergütungsgruppe zwischen 155 und 2204 Euro Urlaubsgeld. Wie sich das Urlaubsgeld in den Jahren zwischen 2003 und 2013 geändert hat, zeigt folgende Tabelle:
- Holz und Kunststoff Westfalen-Lippe (Arb.): von 1.467 auf 1.863 € (+27,0 %)
- Metallindustrie Nordwürttemberg/Nordbaden: von 1.485 auf 1.870 € (+25,9 %)
- Versicherungsgewerbe: von 1.125 auf 1.349 € (+20,0 %)
- Einzelhandel NRW: von 958 auf 1.124 € (+17,3 %)
- Druckindustrie: von 1.521 auf 1.735 € (+14,1 %)
- Hotels und Gaststätten Bayern: von 222 auf 240 € (+8,1 %)
- Deutsche Bahn AG: von 409 auf 437 € (+ 7,0 %)
- Landwirtschaft Bayern (Arb.): von 184 auf 195 € (+6,0 %)
- Steinkohlenbergbau Ruhr: von 156 auf 156 € (0,0 %)
- Chemische Industrie Nordrhein: von 614 auf 614 € (0,0 %)